# Volo Aeroflot 773
Il volo Aeroflot 773 era un volo passeggeri di linea domestico sovietico da Mosca a Simferopoli, in Ucraina, che si schiantò a seguito dell'esplosione di una bomba il 10 ottobre 1971.

## L'aereo
Il velivolo coinvolto era un Tupolev Tu-104B registrato CCCP-42390 presso la direzione dell'aviazione civile ucraina di Aeroflot. Al momento dell'incidente, l'aereo aveva undici anni e aveva accumulato 13 062 ore di volo in 10 452 cicli di pressurizzazione.

## L'equipaggio
L'equipaggio era composto da sette elementi:
- Comandante Konstantin Romanovič Kljušnik
- Primo ufficiale Anatolij Yefimovič Vorob'evskij
- Navigatore Vladimir Alekseevič Solodjannikov
- Ingegnere di volo Valentin Alekseevič Bezrodnij
- Operatore radio Viktor Ivanovič Ob"edkov

I due assistenti di volo erano Svetlana Vladimirovna Papušina e Boris Nesterovič Marčenko.
A bordo era presente anche un poliziotto, ma nel rapporto venne conteggiato come passeggero.

## I fatti
L'aereo arrivò a Mosca alle 19:02, dopodiché venne preparato per il viaggio di ritorno a Simferopoli. Le condizioni meteorologiche all'epoca erano nuvolose con nuvole basse e una visibilità di 6 chilometri. Il volo 773 decollò dall'aeroporto di Mosca-Vnukovo alle 20:16. Trentuno secondi dopo, l'equipaggio contattò il controllo del traffico aereo e riferì che si stava dirigendo verso Čërnaja Grjaz'. Il controllore ordinò ai piloti di salire a 4 900 piedi (1 500 m). Poco dopo, li ricontattò chiedendo se avessero attraversato quota 3 900 piedi (1 200 m), ma l'equipaggio non rispose. L'uomo tentò ripetutamente di contattare il volo 773, senza ricevere risposta.
Pochi secondi dopo la conversazione dei piloti con il controllore, il Tupolev fu squarciato da un'esplosione. Il lato sinistro della fusoliera si ruppe e l'ala sinistra rimase gravemente danneggiata. L'aereo iniziò a rollare a destra perdendo quota nello stesso tempo. A 150-200 m (490-660 piedi) l'aereo si spezzò in volo e alcuni sedili caddero a terra. Il velivolo si schiantò capovolto su inclinato sulla destra di 90° vicino al villaggio di Baranovo, nel distretto di Naro-Fominskij, a circa 10 km a sud-ovest dell'aeroporto di Vnukovo. Morirono tutte le 25 persone a bordo, inclusa l'attrice Raisa Zverev.

## Le indagini
L'indagine permise di appurare che i detriti caduti dall'aereo prima dell'incidente mostravano segni di danni da incendio. Furono trovati anche frammenti di tritolo. Si concluse che un'esplosione era il risultato di una bomba che si trovava sul Tupolev; in particolare, venne in seguito rivelato che una bomba di 400-800 grammi di TNT era stata collocata sul pavimento della cabina passeggeri, tra la parete che separava la cabina di pilotaggio e quella passeggeri e uno dei primi sedili posti davanti. L'indagine terminò nel 1973; non fu possibile trovare il colpevole dell'attentato a causa della mancanza di prove.